# Je suis de Titov Veles
Pour plus de détails, voir Fiche technique et Distribution.
Je suis de Titov Veles (en macédonien : Јас сум од Титов Велес, J̌as sum od Titov Veles) est un film franco-slovéno-macédonien réalisé par Teona Strugar Mitevska, sorti en 2007.

## Synopsis
L'histoire se passe en République de Macédoine, dans une ville, Titov Veles, qui se meurt. Seule une usine de plomb persiste, mais empoisonne les habitants. Trois sœurs : Aphrodita la cadette, qui ne parle plus depuis la mort de son père et vit dans son propre monde, Sapho, qui fuit la réalité en cherchant du sexe facile et qui s'enfuit en Grèce et Slavica, l'ainée, toxicomane.

## Fiche technique[1]
- Titre : Je suis de Titov Veles
- Titre original : Јас сум од Титов Велес (J̌as sum od Titov Veles)
- Réalisation et scénario : Teona Strugar Mitevska
- Musique : Olivier Samouillan
- Photographie : Virginie Saint Martin
- Montage : Jacques Witta
- Décors : Olivier Meidinger[2]
- Costumes : Monika Lorber[2]
- 1er Assistant-Réalisateur : Ali Cherkaoui
- Production :  Macédoine : Labina Mitevska
- Sociétés de production : cf. plus bas
- Format : couleur - Son Dolby SR[3] - 1,85:1[3] - 35 mm
- Durée : 102 minutes
- Pays[4] :  Macédoine,  Belgique,  France et  Slovénie
- Budget : 1 095 548 €
- Dates de sortie :
  -  Bosnie-Herzégovine : 18 août 2007 (Festival du film de Sarajevo)
  -  Canada : 12 septembre 2007 (Festival du film de Toronto)
  -  Macédoine : Septembre 2007 (Festival du film Brothers Manaki)
  -  Slovénie : 4 mars 2009[5]
  -  France : 17 mai 2008 (Festival de Cannes)
  -  France : 25 mars 2009 (Sortie nationale)
  -  Luxembourg et  Belgique : avril 2009 ou mai 2009[5]

### Financement
- Sociétés de production : 
  -  Macédoine : Sisters and Brother Mitevski Production[2]
  -  Slovénie : E-motion film/Vertigo et Vertigo Film[2] (Danijel Hocevar)[3]
  -  France : Silkroad Production[2] (Setareh Farsi)[3]
  -  Belgique : Entre Chien et Loup[2] (Diana Elbaum)[3] et Climax Films[2] (Olivier Rausin)[3]

- Aides financement[1] :
  -  France : Fonds Sud Cinéma pour 130 000 €
  -  Macédoine : Ministère de la Culture
  -  Slovénie : Slovenian Film Fund
  -  Belgique : Centre du Cinéma et de l'Audiovisuel de la Communauté française de Belgique et des télédistributeurs wallons pour 110 000 €[6]
  - Eurimages

## Distribution
- Labina Mitevska : Afrodita, la sœur cadette
- Ana Kostovska : Slavica, la sœur ainée
- Nikolina Kujaca : Sapho, la sœur intermédiaire
- Dzevdet Jasari : Aco
- Peter Musevski : Viktor

## Autour du film
- Le film a été tourné en août et septembre 2006[3]

## Distinctions[7]
- Prix spécial du jury au Sarajevo Film Festival, ( Bosnie-Herzégovine)
- Caméra d'argent 300 au Manaki Film Festival, ( Macédoine) pour Virginie Saint-Martin
- Prix spécial du jury et Prix de la meilleure actrice européenne au Festival européen de Lecce, ( Italie)
- Meilleure Image au Festival de film B-est, ( Roumanie)
- Silver Angel Ester Panorama à l'Artfilm International Film Festival, ( Slovaquie)
- Prix spécial du jury au Festival international du film de Cine Jove, ( Espagne)
- Mimoza d'Or et Prix spécial pour coproduction européenne au Herceg Novi FF, ( Monténégro)
- Grand Prix pour meilleur film et Meilleure réalisation au Festival du film d'Alexandrie, ( Égypte)
- Meilleure cinématographie au Festival international du film de demain de Moscou, ( Russie)
- Prix d'interprétation féminine au Festival Cinéssonne, ( France), pour les trois actrices
- Film représentant la République de Macédoine aux Oscars 2009[8]